# 두충
두충(杜沖)은 두충과 두충속의 식물이다. 두충은 중국이 중국 특산종으로 낙엽교목이다. 야생에서는 멸종되었으나 나무껍질이 한약재로 사용되기 때문에 널리 재배된다.

## 이름
《본초강목》에 의하면 옛날에 성이 두씨이고 이름이 중이라는 사람이 이 나무의 껍질과 잎을 차로 달여 먹고 도를 통했다고 해서 그 사람의 성과 이름을 따 나무의 이름을 두중(杜仲)이라고 붙였다고 기록되어 있다. 그런데 두충의 한자는 팥배나무 두(杜)와 빌 충(沖)으로 이루어져 있으며, 다른 이름에는 사선목, 선사선, 목면이 있다. 이 중 목면은 두충나무의 껍질을 채취하면 속에 목면 같은 은실이 있는 데서 유래된 것이다.

## 생김새
높이는 20m 정도이다. 잎은 어긋나며 타원형이고 끝이 갑자기 좁아져서 뾰족해지며 길이 5-16cm, 나비 2-7cm로서 맥 위에는 잔털이 있으며 가장자리에 예리한 톱니가 있고 잎자루는 길이 1cm 정도로 잔털이 있다. 암수딴그루이며 꽃은 4월 무렵에 핀다. 꽃뚜껑은 없으며 수꽃은 꽃자루와 4-10개의 수술이 있고 암꽃은 짧은 꽃자루가 있으며 새 가지 밑부분에 달린다. 열매는 익과(翼果)로 편평한 긴타원형이고 날개가 있으며 날개와 더불어 대를 제외한 길이가 3cm 정도이다.

## 쓰임새
잎이나 열매, 나무껍질에 2-7%의 구타페르카를 함유하여 자르면 끈끈한 점질(粘質)의 실이 나온다. 한방에서는 나무껍질을 건조시킨 것을 두충 또는 당두충(唐杜沖)이라고 하여, 강장제, 관절염·류머티즘 진통제로 사용하며, 최근에는 잎과 더불어 씨도 이용한다.

## 사진

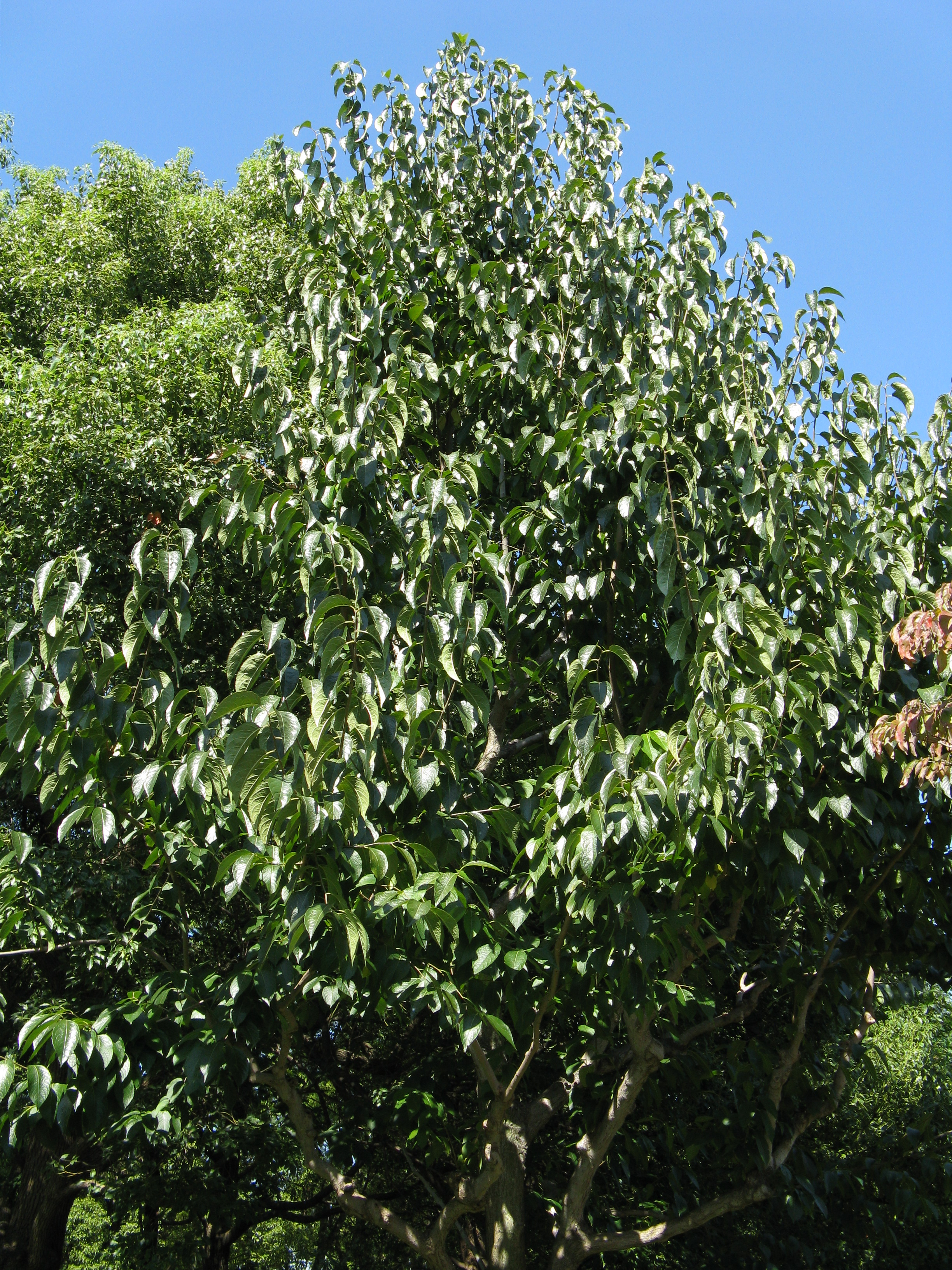
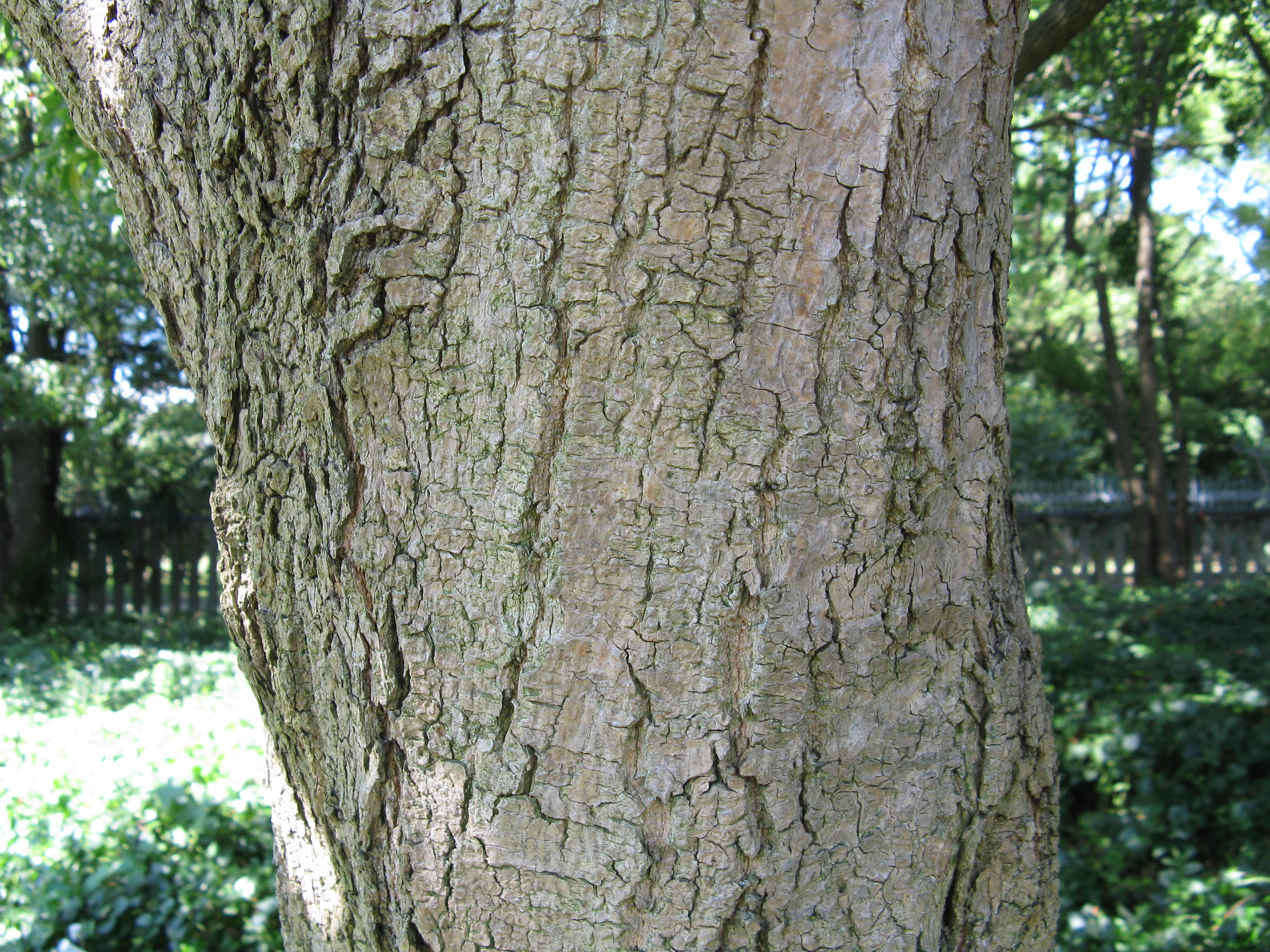
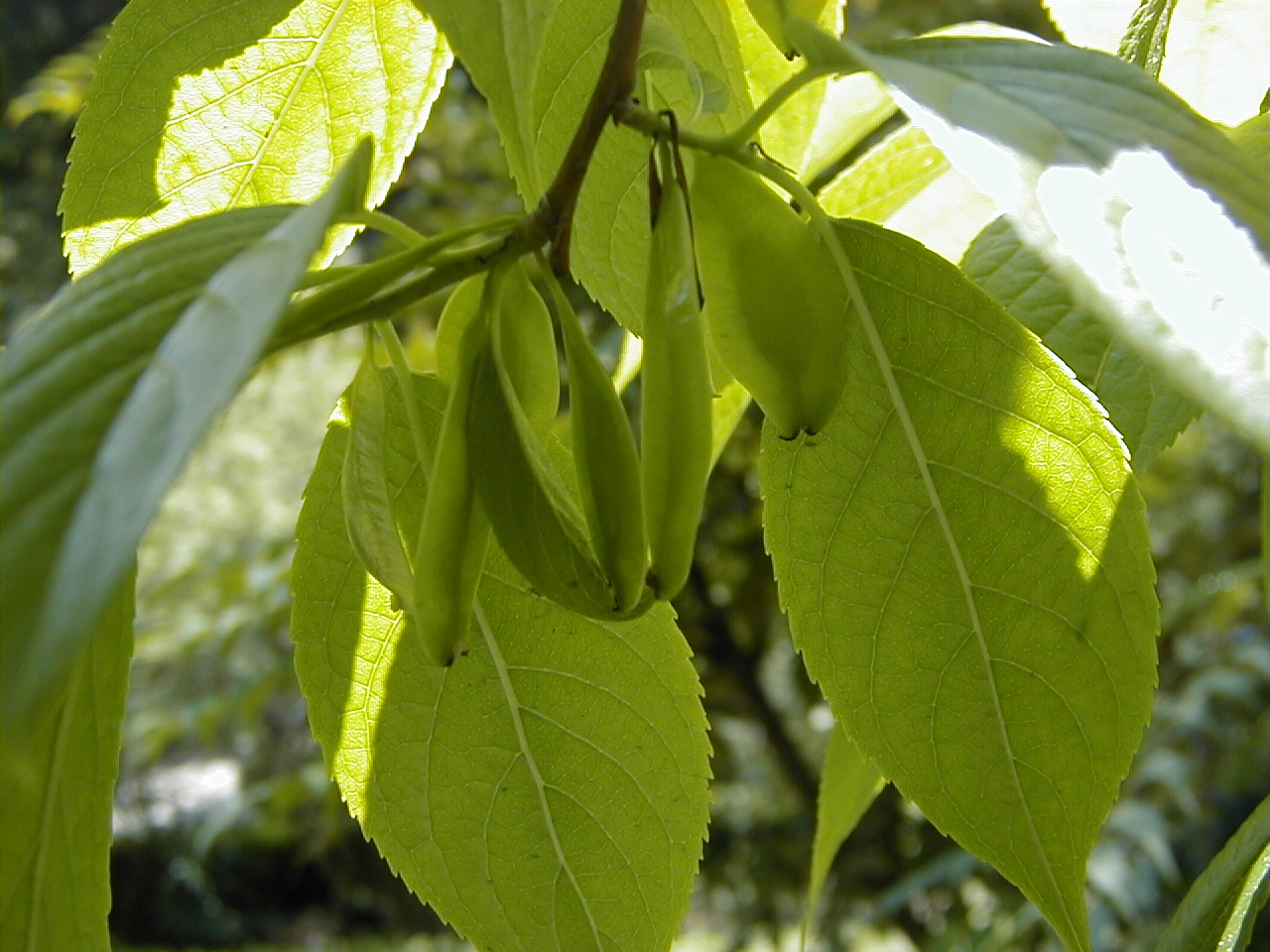
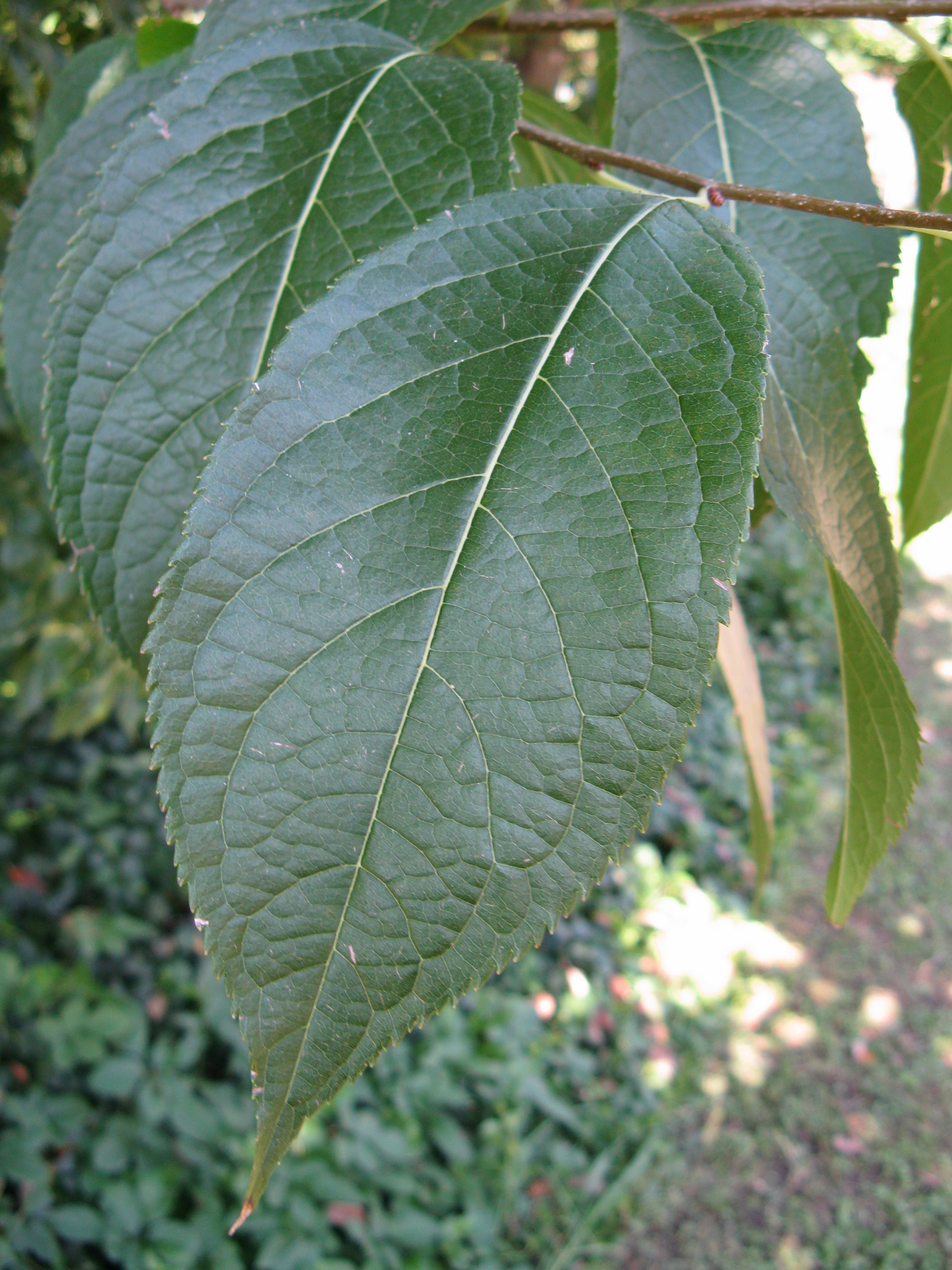
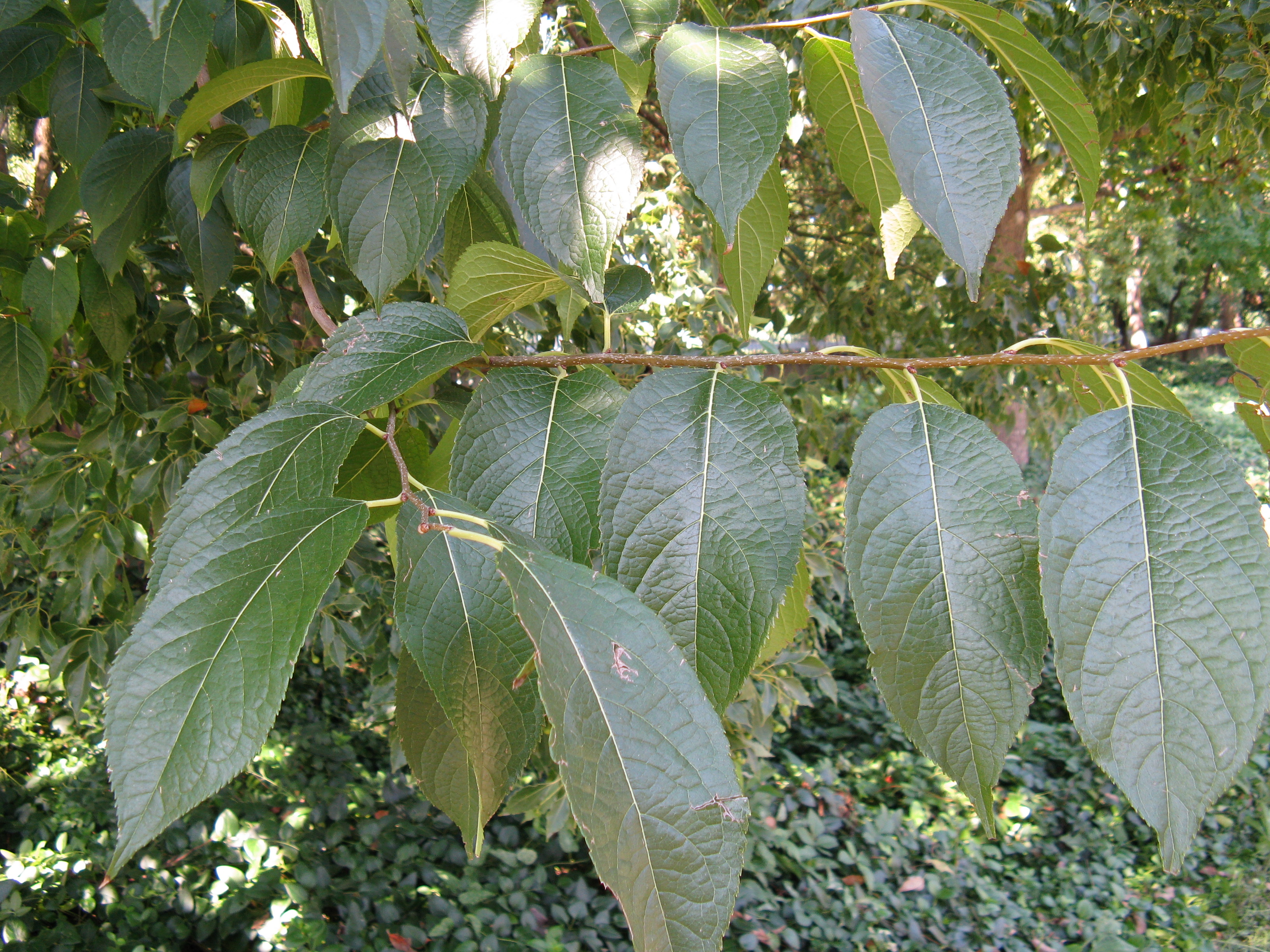
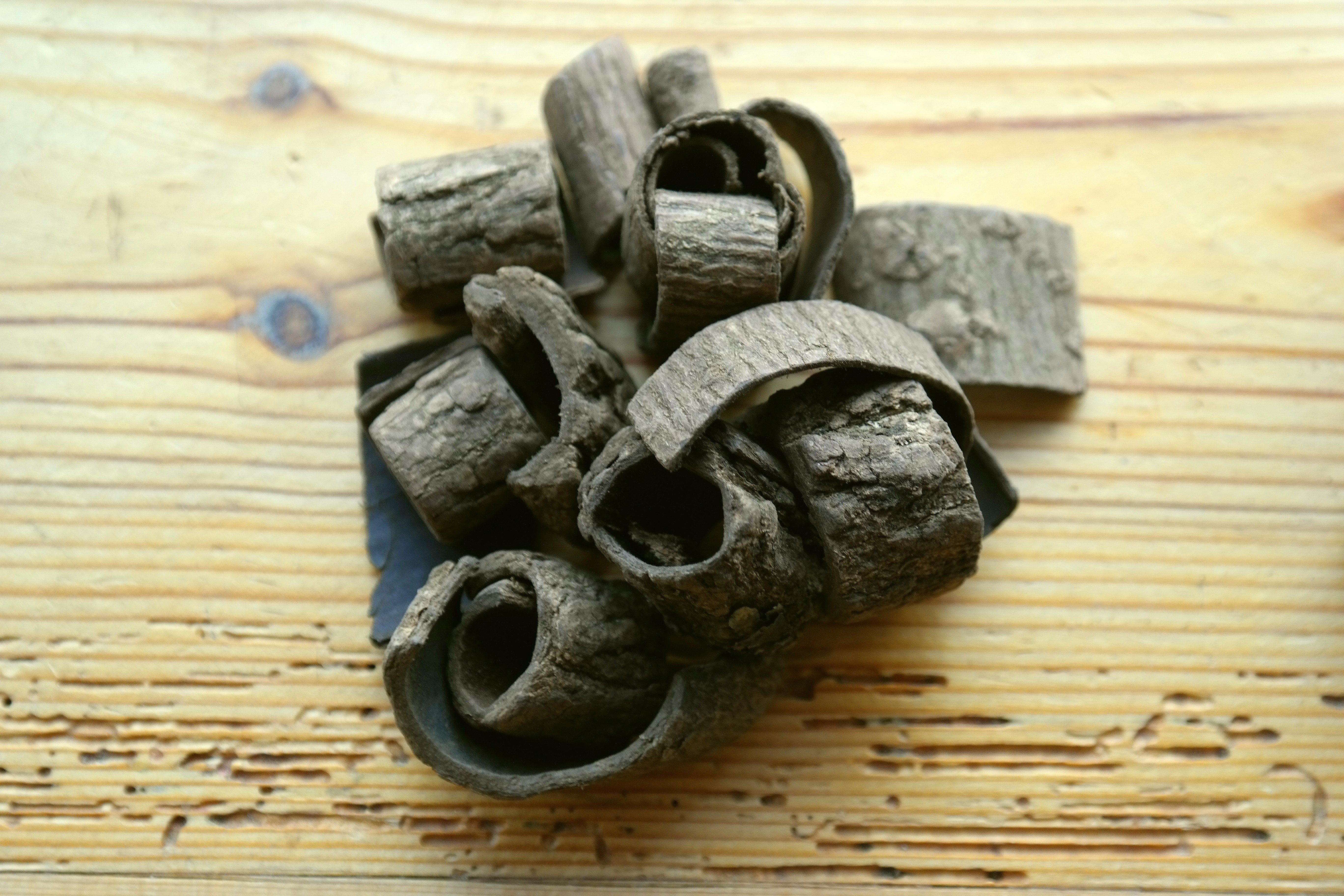
차

## 같이 보기
- 한약